# 舟木遺跡
座標: 北緯34度32分35秒 東経134度57分13秒 / 北緯34.54306度 東経134.95361度
舟木遺跡（ふなきいせき）は、兵庫県淡路市舟木にある弥生時代の集落跡。国の史跡に指定されている。また日本遺産にも選定されている。
遺跡は標高約150メートルの山間地にあり、南北約800メートル、東西約500メートルに及ぶ。これまでの調査で、大型の竪穴建物跡20棟や大量の製塩土器などが出土したほか、漁具の「ヤス」（近畿地方では初の発見）や中国製の青銅鏡、｢絵画土器｣の破片などが見つかっている。この遺跡は、1966年に、地元の小学生が土器の破片を見つけたことで、初めて発見されたという。